# Klukowszczyzna
Klukowszczyzna – wieś w Polsce położona w województwie lubelskim, w powiecie bialskim, w gminie Leśna Podlaska.
| SIMC    | Nazwa  | Rodzaj  |
| ------- | ------ | ------- |
| 1022191 | Żabowo | kolonia |

Wieś duchowna Kłukowszczyzna, własność paulinów z Leśniej, położona była w 1795 roku w ziemi mielnickiej województwa podlaskiego. W latach 1975–1998 miejscowość administracyjnie należała do województwa bialskopodlaskiego.
Wieś jest sołectwem w gminie Leśna Podlaska. Według Narodowego Spisu Powszechnego z roku 2011 wieś liczyła 70 mieszkańców.
Wierni Kościoła rzymskokatolickiego należą do parafii Narodzenia NMP i św. Apostołów Piotra i Pawła w Leśnej Podlaskiej.